# 黃花水芭蕉
黃花水芭蕉（学名：Lysichiton americanus），也叫黄花沼芋，是屬於天南星科的多年生草本植物，原產於北美洲的太平洋西北地區，生長在沼澤、潮濕的樹林、溪邊及其他潮濕的地方。
黃花水芭蕉會散發出一種特殊的臭味，氣味類似臭鼬噴出的惡臭液體，因此又稱為西部臭菘，植株生長的地方會瀰漫著這種臭味，即使是老化或乾掉後還是可以聞到這種氣味。這種獨特的氣味會吸引喜歡臭味的蒼蠅和甲蟲，這些昆蟲可以幫助黃花水芭蕉傳播花粉。

## 形態特徵
植株具有根狀莖，根狀莖粗2.5-5公分，長可達30公分以上。 葉由根狀莖長出，發育成熟的葉片長50-135公分，寬30-80公分，是該地區的原生植物中葉子最大片的植物。花序為佛焰花序；佛焰苞大型，亮黃色或黃綠色，長30-40公分。黃花水芭蕉是春天最早開花的植物之一。

## 分佈

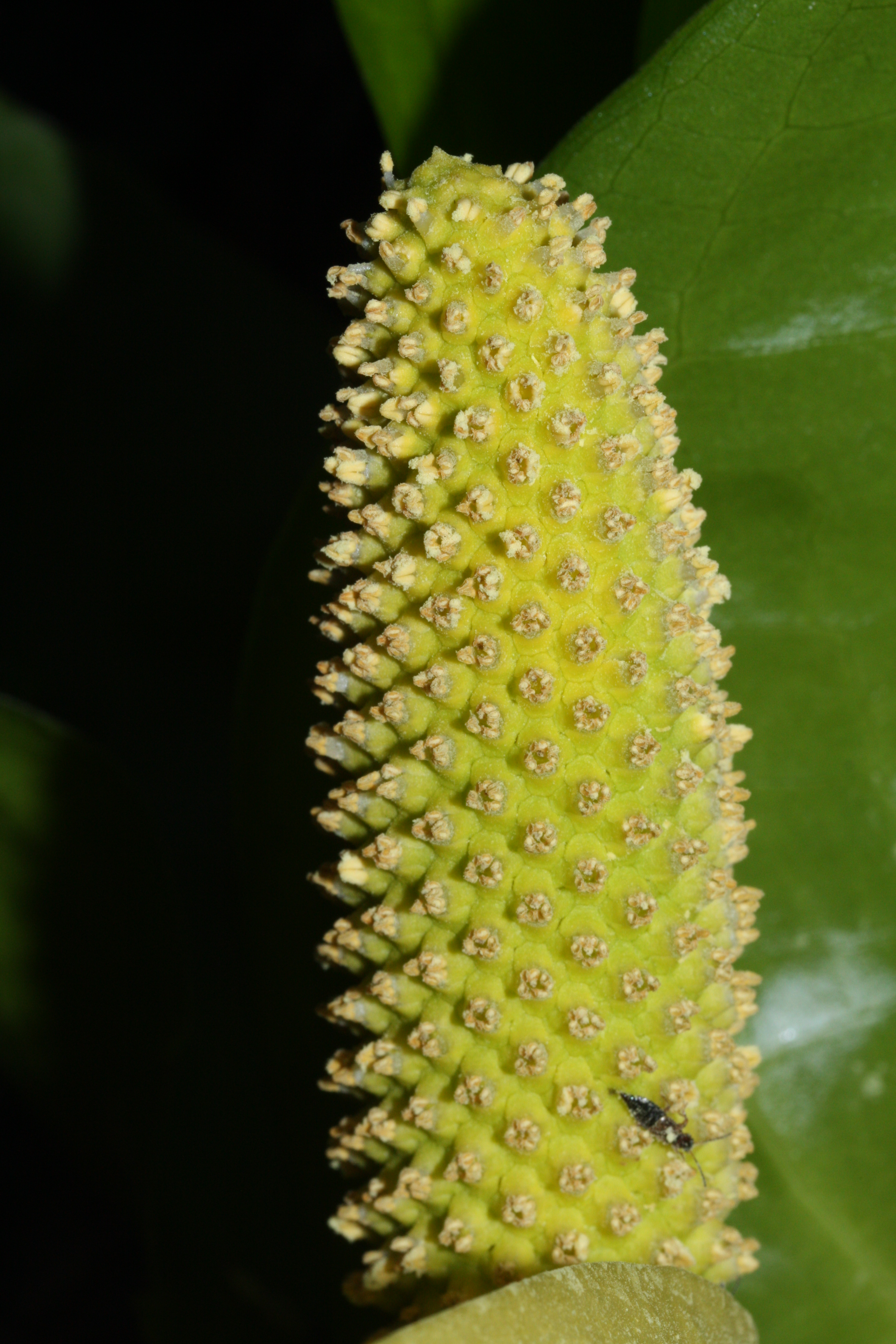
黃花水芭蕉的花序

黃花水芭蕉原產於北美洲西部，生育地由美國阿拉斯加州的科迪亞克島及庫克灣地區，向南穿過加拿大卑詩省、美國華盛頓州、俄勒岡州至加州北部，最南分佈至加州的聖塔克魯茲郡。在美國華盛頓州東北部、愛達荷州北部、蒙大拿州及懷俄明州也發現有一些孤立的族群存在。

## 用途
有些人認為黃花水芭蕉是一種雜草，不過它的根可以做為熊的食物，作瀉藥用有通便的效果，熊在冬眠過後，會吃一些黃花水芭蕉的根以幫助排便。
北美洲的原住民用它作為藥物，用來治療燒傷及傷口。在饑荒時也可作為救荒食物，整株植物幾乎都會拿來吃。在正常的情況下，並不會食用黃花水芭蕉，食用時應小心謹慎，因為它含有草酸鈣，草酸鈣會造成舌頭及喉嚨的刺痛感，如果大量食用時，可能會導致腸道發炎疼痛，嚴重時甚至會造成死亡。
葉子大，具有蠟質，是重要的食品包裝材料，常常拿來作為漿果籃的墊底材料，在烤鮭魚或其他食物時也被拿來包住食物放在火下燒烤。

## 名稱
水芭蕉屬植物只有兩個種，一種為黃花水芭蕉，另一種為水芭蕉，兩者的佛焰苞顏色不一樣，黃花水芭蕉的佛焰苞是黃色的，水芭蕉的佛焰苞是白色的。
臭菘和黃花水芭蕉一樣也會散發出類似臭鼬的氣味，這兩種植物的英文名稱都叫作Skunk Cabbage（臭菘），為了區分二者，黃花水芭蕉又稱為西部臭菘（Western Skunk Cabbage），臭菘又稱為東部臭菘（Eastern Skunk Cabbage）。

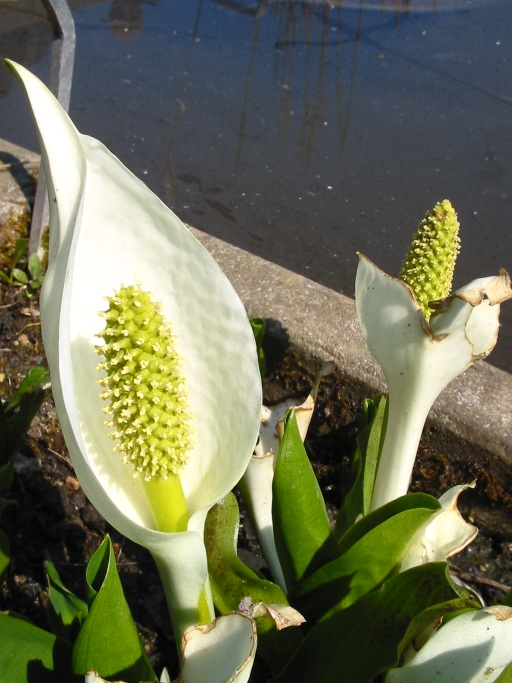
水芭蕉
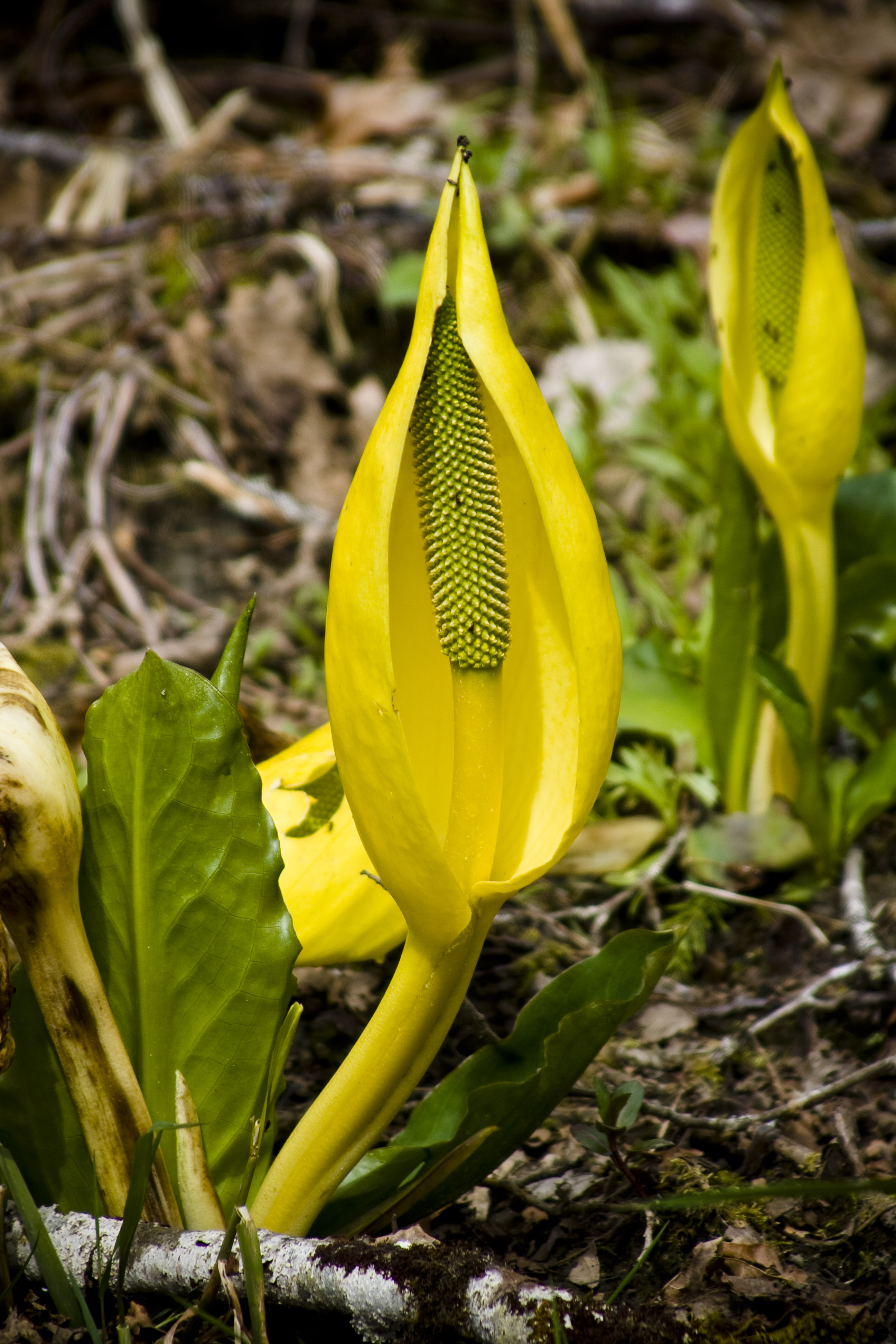
黃花水芭蕉
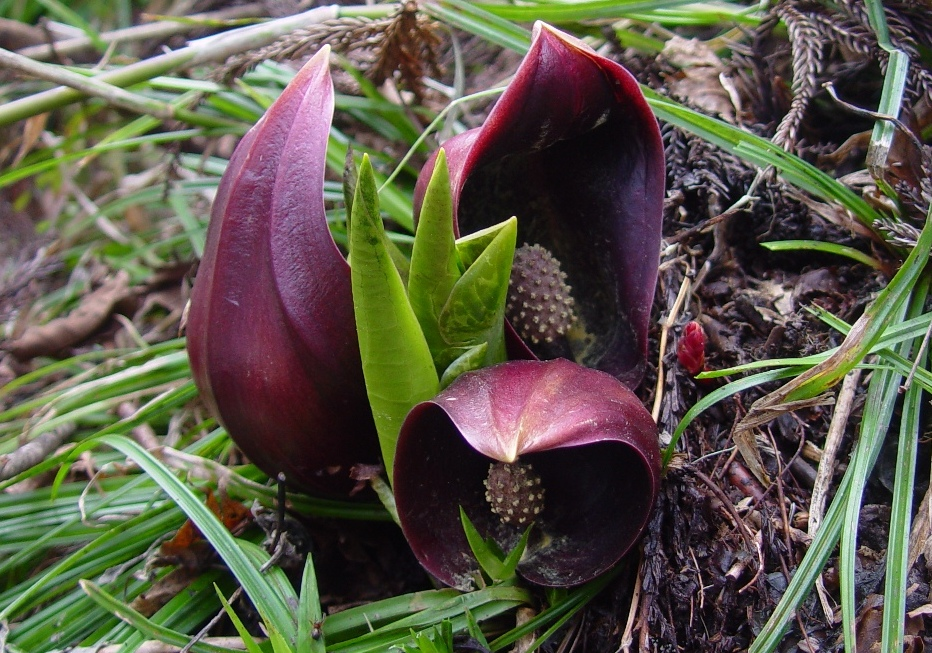
臭菘